# 阿拉普利
阿拉普利（INN：alacepril）是一种ACE抑制剂药物，可用于治疗高血压。该药物代谢为卡托普利和去乙酰阿拉普利。阿拉普利主要用于治疗高血压，在某些情况下用于治疗肾血管性高血压。它通常与其他药物结合使用，特别是其他降血压药物，如噻嗪类利尿剂，以最大限度地发挥其功效。

## 作用机制
在体内，当阿拉普利经历脱乙酰化时，它会失去类似于苯丙氨酸的分子，从而将其转化为卡托普利。卡托普利通过两种方式发挥降血压作用。首先，它抑制血管紧张素1（一种前体分子）转化为血管紧张素II（一种使血管变窄的血管收缩剂）的过程。其次，卡托普利可以防止缓激肽的分解，缓激肽是一种自然松弛血管的血管舒张肽。